# Матера (Асколи Пичено)
Матера (итал. Matera) насеље је у Италији у округу Асколи Пичено, региону Марке.
Према процени из 2011. у насељу је живело 1 становника. Насеље се налази на надморској висини од 759 м.